# Tětiva (luk)

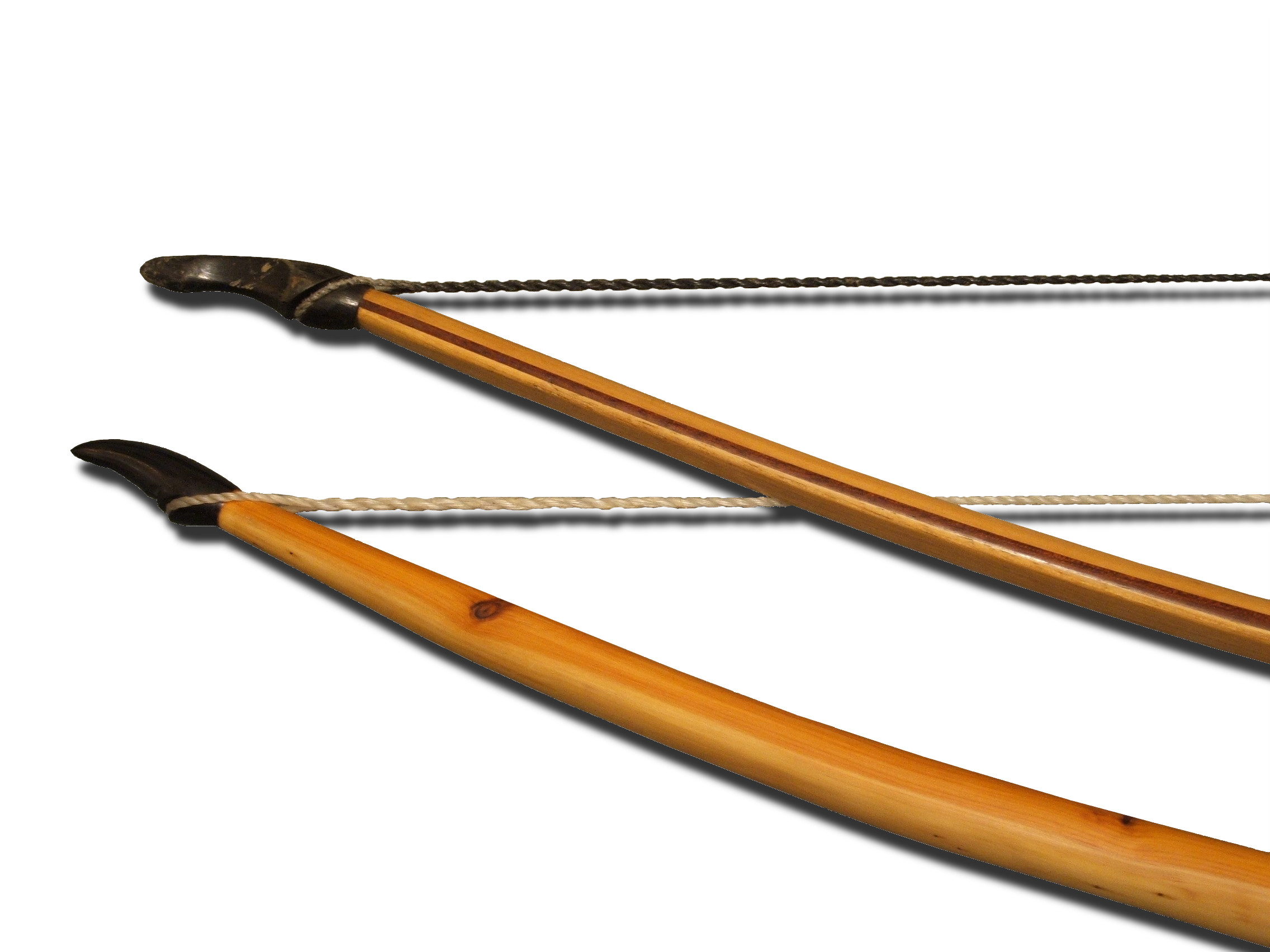
Uchycení tětivy na dřevěném a kompozitním luku

Tětiva je šňůra, spojující oba konce luku; její funkce spočívá v tom, aby energii napjatého luku převedla na co největší urychlení šípu.

## Popis
Tětiva je nejčastěji kroucená šňůra z přírodního nebo umělého materiálu, na obou koncích opatřená očky, která se zavěšují do zářezů na koncích luku. Očka podléhají značnému opotřebení a proto se různě zpevňují. Užívají se také „nekonečné“ tětivy, tvořící kruh. Střed tětivy bývá označen jako místo, kam se zakládá šíp; aby se zmenšilo opotřebení tětivy, může být uprostřed tětivy navázána malá smyčka (D-loop), která slouží k napínání tětivy. U závodních luků mohou být na tětivě ještě další pomocná zařízení, která omezují kmitání nebo svištivý zvuk při výstřelu.

## Funkce
Při napínání luku slouží tětiva jako zesilovač tahu: síla střelce působí při téměř napjaté tětivě podstatně větší silou na konce luku. Při výstřelu se luk snaží tětivu opět napnout a tento převod působí opačně: i poměrně pomalý pohyb konců luku způsobí velmi rychlý pohyb středu tětivy směrem do klidové polohy. Zrychlení středu tětivy, které je i zrychlením šípu, je tím větší, čím větší silou na ni působí luk, ale zejména také tím větší, čím menší je hmotnost soustavy tětiva – šíp.
Tětiva tedy má splňovat následující požadavky:
- Být pevná a tuhá, aby vydržela tah a nepodléhala pružnému prodloužení, které by znamenalo ztrátu energie.
- Mít co nejmenší vlastní hmotnost v poměru k pevnosti.
- Být odolná proti opotřebení, vodě a podobně.

## Materiály
Luk je prastará zbraň, kterou užívaly mnohé kultury. Tradiční materiál na tětivy byl buď živočišného (kůže, šlachy) nebo rostlinného původu (konopí, len, hedvábí). Moderní tětivy se zhotovují z umělých a kompozitních vláken (Dakron, Kevlar), která mají délkové prodloužení i méně než 1 % při velmi nízké hmotnosti. Některá jsou tak tuhá, že se nedají použít pro dřevěné luky: zastaví totiž rozpínání luku tak prudce, že by se jeho konce mohly ulomit.